# بلستيا العقاد
بلستيا حسام كامل العقاد (10 ديسمبر 2001-)، صحفية فلسطينية، ولدت في غزة، حصلت على بكالوريوس الفنون من جامعة شرق البحر المتوسط في قبرص التركية. تتحدث اللغة الإنجليزية بطلاقة مما ساعدها على نشر وإيصال صورة ما يحدث في قطاع غزة للعالم بشكل أسهل.
قبل الحرب الفلسطينية الإسرائيلية كانت بلستيا تنشر فيديوهات عن السفر والأماكن التي تزورها، ولكن بعد 7 أكتوبر 2023 تحولت صفحتها على الإنستغرام والتي يتابعها ما يزيد عن 2 مليون شخص إلى صفحة إخبارية توثيقية لما يحدث بالقطاع من مجازر ودمار تسببت به القوات الجوية الإسرائيلية، حتى أن الصحافة الأجنبية نشرت فيديوهاتها وصورها عبر صفحاتها مثل واشنطن بوست ونيويورك تايمز وذي إندبندنت.
في مقابلة أجرتها مع برنامج The GB News Breakfast Show حول الحديث عن الوضع في غزة وكيفية البقاء في آمان، قالت أنه لا يوجد مكان أمن في غزة وحتى الخوذة الصحفية لا تحمي الصحفيين وهي تعرف الآن شعور جدها في نكبة عام 1948 التي أدت لتهجير الفلسطينين من بيوتهم وإحتلال إسرائيل لفلسطين.